# Carl Medjani
Carl Medjani (arabiska: كارل مدجاني), född 15 maj 1985, är en franskfödd algerisk professionell fotbollsspelare (mittback) som sedan spelar för Ohod.

## Klubblagskarriär
Medjani inledde sin karriär i AS Saint-Étiennes ungdomslag men värvades i augusti 2003 av Liverpools dåvarande manager Gérard Houllier innan han hann debutera för Saint-Étienne. I Liverpool hade Medjani svårt att ta en plats i laget. Istället lånades han säsongen 2004–2005 ut till Lorient där han spelade 25 ligamatcher och säsongen 2005–2006 till Metz där han spelade 23 ligamatcher. Sommaren 2006 såldes han till Lorient utan att ha spelat en enda match för Liverpools A-lag. Efter att ha tillbringat säsongen 2007–2008 på lån i Ajaccio köptes han loss av klubben sommaren 2008 där han under de tre första säsongerna spelade i stort sett alla ligamatcher. 24 november 2015 meddelar Trabzonspor att man väljer att bryta med Carl Medjani och därmed blir Medjani klubblös.

## Landslagskarriär
Medjani var lagkapten för det franska U21-landslaget under Toulon Tournament 2005 men valde trots det att spela för det algeriska landslaget på seniornivå. Han var uttagen i truppen till VM 2010 men fick ingen speltid under turneringen.